# Xã Patoka, Quận Pike, Indiana
Xã Patoka (tiếng Anh: Patoka Township) là một xã thuộc quận Pike, tiểu bang Indiana, Hoa Kỳ. Năm 2010, dân số của xã này là 3.062 người.